# 중화민국 디지털발전부
중화민국 디지털발전부(中華民國數位發展部)는 중화민국 행정원 소속의 부서이다.
디지털 관련 업무의 최고 주관 기관이며 2022년 8월 27일 설립되었다.
디지털 발전부의 업무는 콘텐츠, 통신, 커뮤니케이션, 쯔안, 인터넷 등 5대 분야를 포괄하며, 국가 디지털 정책의 혁신과 변혁을 촉진하는 책임을 진다.

## 역사
2020년 5월 차이잉원 총통이 디지털 발전부 설립 추진을 발표하고 2022년 8월 27일 정식으로 설립되었다. 중화민국 디지털 발전부는 최근  2024년 8월, 구글, 라인, 메타와 협력하여 공공-민간 파트너십을 통해 온라인 사기 방지 조치를 강화했다.

### 역대 디지털 발전부 부장
1. 탕펑 (2022년 8월 27일 ~ 2024년 5월 20일)
2. 황옌난 (2024년 5월 20일~)

## 조직 현황
- 디지털 발전부 부장
- 사무 총장
- 주임 비서
- 정무 차관
- 업무 부서
  - 디지털 전략 부서
  - 인성 건설 부서
  - 자원 관리 부서
  - 디지털 정부 부서
  - 민주 네트워크 부서
  - 다원적 혁신 부서
- 행정법인 국가정보보연구원
- 재단법인 정보산업책진회, 전신 기술 센터, 타이완 네트워크 정보 센터

## 명칭 의미
MODA(Ministry of Digital Affairs)의 영어 약자는 디지털 발전을 위한 빠른 회전하는 모터로서 스마트 국가에 대한 중화민국의 비전을 지속적으로 홍보하고 중화민국을 디지털 섬에서 글로벌 디지털 민주주의와 혁신의 모델로 만들 것임을 상징한다.

## 사건

### 틱톡 사용 금지
2022년 중화민국 디지털 발전부는 국가 정보통신 안보에 위험이 될 수 있다며 공공부문 정보통신 설비와 장소에서의 틱톡 사용을 금지했다. 이어서 중화민국 행정원도 틱톡과 더우인을 사용하는 공무원을 처벌할 것이라 발표한 바 있다. 또한 2023년에는 2024년 초에 있을 중화민국의 대선 때문에 대만 정부는 대만인들도 많이 이용하는 중국 동영상 공유 플랫폼'틱톡'이 여론 조작에 이용될 수 있다고 보고 전면 사용 금지를 검토하였지만 대만 내 더우인 사용자 수만 565만 명에 달하면서 틱톡의 전면 사용 금지는 어려울 것 같다고 전했다.

### 총격 사건
2024년 3월 28일 아침, 디지털 발전부 본부 본관 정문에서 총격 사건이 발생해 타이베이시 경찰국 제2청 제2지점이 즉시 출동하라는 신고가 접수됐고, 장 씨 성을 가진 54세 남성이 체포됐다. 수사에 따르면 이 남성은 민주진보당과 그 정책에 불만이 있어 범행을 저질렀다. 조사 결과, 범행 현장의 유리가 깨져 있었고 다친 사람은 없는 것으로 밝혀졌다.

## 같이 보기
- 중화민국 행정원
- 중화민국

1. ↑  
王若樸. 數發部揭露2署6司職責，年底將成立國家資安研究院、強化政府資安韌性. iThome. 2022-08-11 [2022-08-11]. （原始内容存档于2022-08-11） （中文（臺灣））.
2. ↑  
https://moda.gov.tw/ , 關於moda, 重要紀事
3. ↑  
https://moda.gov.tw/ , 關於moda, 本部簡介
4. ↑  
{{2023년에는 2024년 초에 있을 중화민국의 대선 때문에 대만 정부는 대만인들도 많이 이용하는 중국 동영상 공유 플랫폼'틱톡'이 여론 조작에 이용될 수 있다고 보고 전면 사용 금지를 검토하였지만|url=https://www.donga.com/news/Inter/article/all/20230319/118421065/1 |제목=中의 선거 개입 우려에… 대만,‘틱톡’전면 사용금지 검토|출판사=동아일보|저자=김기용 기자|날짜=2023-03-20}}
5. ↑  數位發展部大門遭人開槍玻璃碎裂 警逮犯嫌查扣2槍. 中央社. 2024-03-28 [2024-03-28] （中文（臺灣）).